# Distretto di Acıgöl

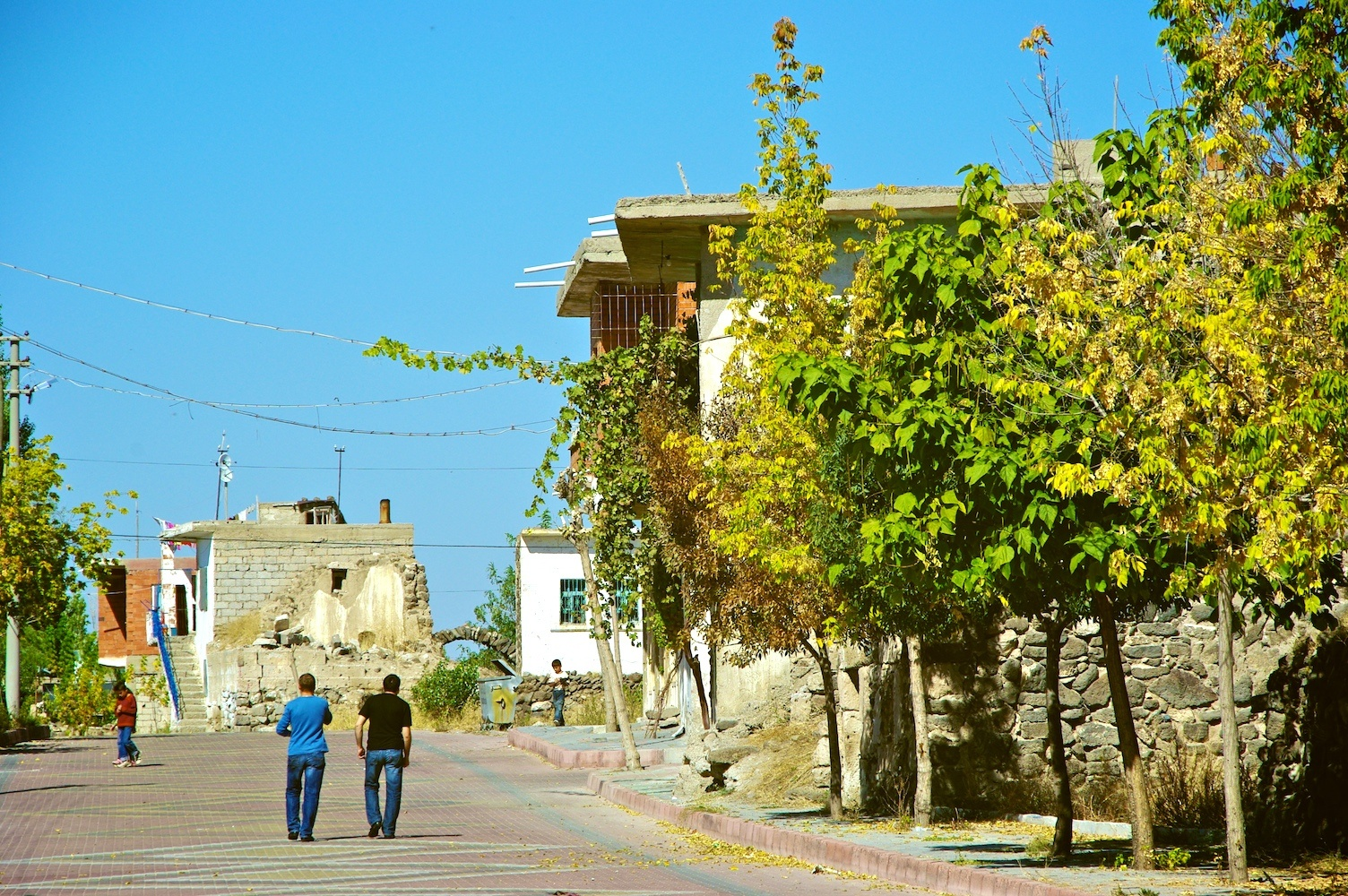
A street in Acıgöl

Il distretto di Acıgöl (in turco Acıgöl ilçesi) è uno dei distretti della provincia di Nevşehir, in Turchia.